# Фролова, Алёна Сергеевна
Алё́на Серге́евна Фроло́ва (род. 17 июня 1996, Москва) — российская скелетонистка, победительница и призёр чемпионатов России.

## Карьера
В январе 2016 года дебютировала на Кубке Европы по скелетону на этапе в Кёниг, заняв 12-е место по итогам заезда. В декабре 2017 года впервые в карьере поднялась на подиум на Кубке Европы, завоевав бронзовую медаль.
В октябре 2020 года на этапе Кубка России в Сочи Алёна Фролова стала третьей, уступив по сумме двух попыток победительнице турнира Елене Никитиной и серебряному призёру Юлии Канакиной. В том же сезоне дебютировала на Кубке мира на этапе в Сигулде и на том этапе она два раза занимала 15-е место.
В январе 2021 года Фролова дебютировала на своём первом в карьере чемпионате Европы по бобслею и скелетону в Винтерберге, заняв после двух попыток 12-е место, уступив чемпионке Елене Никитиной +1,56 секунды.
В марте 2023 года Фролова выиграла чемпионат России, показав по итогам четырёх попыток время 3 минуты 49,51 секунды, и опередив Юлию Канакину и Анастасию Труфанову.
В 2024 году в паре с Богданом Поповым из Красноярского края стала чемпионкой России в смешанной командной гонке.